# Oxyspora longisetosa
Oxyspora longisetosa är en tvåhjärtbladig växtart som först beskrevs av Henry Nicholas Ridley, och fick sitt nu gällande namn av J.F. Maxwell. Oxyspora longisetosa ingår i släktet Oxyspora och familjen Melastomataceae. Inga underarter finns listade i Catalogue of Life.